# Atomaria norica
Atomaria norica is een keversoort uit de familie harige schimmelkevers (Cryptophagidae). De wetenschappelijke naam van de soort werd in 1899 gepubliceerd door Ludwig Ganglbauer.